# Samoa National League 2007
Samoa National League 2007, còn có tên là Upolo First Division, là mùa giải thứ 19 trong lịch sử Samoa National League, giải đấu cao nhất của Liên đoàn Bóng đá Samoa. Cruz Azul (Samoa) vô địch lần đầu tiên, khi đánh bại Strickland Brothers Lepea trong trận chung kết.